# Контрразведка
Контрразве́дка — деятельность особых государственных органов, подразделений или служб исполнительной власти (специальных служб; в СССР особых отделов) по пресечению разведывательной (шпионской) деятельности соответствующих органов других государств и антиправительственных организаций. В этом отношении контрразведчики являются специфическими смежниками сотрудников органов внутренних дел.
Организации, которые занимаются контрразведывательной деятельностью, часто выполняют ряд смежных функций в области государственной безопасности, слежки, охраны порядка и так далее (например: ведут борьбу против терроризма, инакомыслия (идеологии), слежка и тому подобное, пример: НКВД, ФБР и многие другие).